# Měrná spotřeba paliva
Měrná spotřeba paliva motoru je veličina, která udává kolik hmotnostního množství paliva je potřebného k vyprodukování jednotky mechanické práce. Označuje se mp a udává se v jednotkách g·kW−1·h−1 nebo kg·kW−1·h−1.
Čím je měrná spotřeba nižší, tím se palivo lépe využije. Měrná spotřeba paliva je tedy nepřímo úměrná účinnosti motoru. Všechny faktory, které zvyšují účinnost motoru, zároveň snižují měrnou spotřebu. Při stejném chemickém složení paliva a podmínkách spalování je měrná spotřeba přímo úměrná produkci CO2.
Měrná spotřeba paliva závisí na zvolené koncepci spalovacího motoru, jeho technické realizaci a provozních podmínkách. Stejný spalovací motor nemá jednu hodnotu měrné spotřeby paliva, ale rozsah hodnot v závislosti na otáčkách a zatížení, při kterých se měrná spotřeba měří.

## Měrná indikována spotřeba paliva
K určení měrné indikované spotřeby paliva se používá indikovaný výkon motoru získaný z indikátorového diagramu. Jde o teoretický parametr, protože indikovaný výkon je hodnota, která je k dispozici uvnitř válce. Na její praktické využití je ji třeba mechanismem, který nikdy nepracuje bez ztrát, vyvést na výstupní hřídel motoru. Měrná indikovaná spotřeba paliva se označuje rozšířením indexu na m pi  a vypočítá se:
{\displaystyle m_{pi}={\frac {M_{ph}}{P_{i}}}\cdot 1000}    , kde
- mpi — měrná indikovaná spotřeba paliva [g·kW−1·h−1]
- Mph — hodinová spotřeba paliva [kg·h−1]
- Pi — indikovaný výkon [kW]

Platí také vztah mezi měrnou indikovanou spotřebou a indikovanou účinností:
{\displaystyle m_{pi}={\frac {3600}{H_{u}\cdot \eta _{i}}}}    , kde
- mpi — měrná indikovaná spotřeba paliva [g·kW−1·h−1]
- Hu — dolní výhřevnost paliva [MJ.kg−1]
- ηi — indikovaná účinnost [-]

## Měrná efektivní spotřeba paliva
Měrná efektivní spotřeba paliva má praktičtější využití, protože na její určení se používá efektivní výkon motoru, tj. ten, který je reálně k dispozici. Měrná efektivní spotřeba paliva se označuje rozšířením indexu na m  pe  a vypočítá se z podobných vztahů při použití jiných veličin:
{\displaystyle m_{pe}={\frac {M_{ph}}{P_{e}}}\cdot 1000}    , kde
- mpe — měrná efektivní spotřeba paliva [g·kW−1·h−1]
- Mph — hodinová spotřeba paliva [kg·h−1]
- Pe — efektivní výkon [kW]

{\displaystyle m_{pe}={\frac {3600}{H_{u}\cdot \eta _{e}}}={\frac {m_{pi}}{\eta _{m}}}}    , kde
- mpe — měrná efektivní spotřeba paliva [g·kW−1·h−1]
- Hu — dolní výhřevnost paliva [MJ.kg−1]
- ηe — efektivní účinnost [-]

Navíc lze uvést vztah mezi měrnou efektivní a indikovanou spotřebou, z něhož vyplývá, že měrná efektivní spotřeba je vždy vyšší:
{\displaystyle m_{pe}={\frac {m_{pi}}{\eta _{m}}}}    , kde
- mpe — měrná efektivní spotřeba paliva [g·kW−1·h−1]
- mpi — měrná indikovaná spotřeba paliva [g·kW−1·h−1]
- ηm — mechanická účinnost [-]